# Pinguin (HSK 5)
El Pinguin era un carguero alemán que fue modificado y armado durante la Segunda Guerra Mundial para hacer guerra al tráfico naval. La Kriegsmarine lo requisó y llamó Schiff 33 (Barco 33). Bajo la denominación de Crucero de Interferencia Comercial 5 (Handelsstörkreuzer 5, HSK 5) fue empleado como crucero auxiliar. La Armada británica llamó Raider F al Pinguin.
El más conocido éxito del Pinguin fue el apresamiento de una gran parte de la flota ballenera noruega a mediados de enero de 1941 en el Océano Antártico, al suroeste de la Isla Bouvet. Consiguió hacer llegar a Francia como presa los tres barcos-fábrica capturados, con gran cantidad de aceite de ballena, y ocho de los once balleneros.
El 8 de mayo de 1941, el Pinguin fue localizado en las Seychelles por el crucero pesado Cornwall. Una de las salvas de 20,3 cm alcanzó a las minas que había a bordo, saltando por los aires el Pinguin. Solo sobrevivieron 60 tripulantes y 22 prisioneros, muriendo 342 tripulantes y 203 prisioneros.
Con un total de 145.674 TRB hundidas o capturadas, el Pinguin fue el crucero auxiliar más exitoso de ambas guerras mundiales.

## Técnica y equipamiento
El carguero de 7.766 TRB se construyó en 1936 con el nombre Kandelfels para la naviera Deutsche Dampfschiffahrts-Gesellschaft Hansa, (DDG Hansa) en el astillero AG Weser de Bremen con el número de construcción 917. Fue el tercer barco de la clase Ehrenfels , del que la naviera recibió ocho antes del estallido de la Segunda Guerra Mundial, terminándose otro en el primer año de guerra. Los barcos transportaron mercancías entre Europa y la India, Iráne, Sri Lanka y Birmania. Al comienzo de la guerra, tres de los barcos estaban en Alemania, dos en el Mediterráneo y tres en el Índico. Estos se refugiaron respectivamente en Kismaayo, Goa y Bandar Jomeiny.
El Kandelfels fue requisado por la Kriegsmarine al principio de la guerra y enviado al astillero que lo construyó para remodelarlo como crucero auxiliar. El 15 de junio de 1940 zarpó de Gdynia rebautizado como Pinguin para hacer la guerra al tráfico marítimo. Con 155 m de eslora y 18,7 de manga, desplazaba 17.600 toneladas. Sus dos motores diésel AG Weser-MAN del tipo D6-Zu53/76 daban en conjunto una potencia de 7.600 caballos de fuerza (5.590 kW) sobre una hélice, que permitían una velocidad máxima de 17 nudos. Iba armado con seis viejos cañones de 15 cm, camuflados en los costados, y uno de 7,5 cm en la proa, además de dos tubos lanzatorpedos dobles de 53,3 cm de diámetro. Inicialmente se instalaron dos hidroaviones del tipo Heinkel He 114 y luego Arado Ar 196 para localizar los barcos enemigos que pudieran ser blanco de sus ataques o posibles amenazas. La tripulación la formaban 13 oficiales, 13 oficiales de comando de presa y 375 suboficiales y clases de marinería. El comandante era el capitán de navío Ernst-Felix Krüder, que eligió como nombre del nombre del barco el del clásico pájaro nadador del Océano Antártico a la vista de que sería destinado a ese mar para atacar a la flota ballenera aliada.
Su barco gemelo Goldenfels había zarpado ya como Atlantis el 31 de marzo de 1940 al mando del capitán de navío Bernhard Rogge, como primer crucero auxiliar alemán en patrullar.

## Guerra al tráfico marítimo
El 15 de junio de 1940 zarpó el Pinguin de Gdynia para hacer guerra al tráfico marítimo. Además de su armamento, llevaba 300 minas, que debía colocar ante puertos de Australia o del Índico, 25 torpedos y 80 minas para abastecer a submarinos. El 22 de junio, el buque zarpó del fiordo de Sørgulen, para llegar hasta el Atlántico cruzando el Estrecho de Dinamarca camuflado como el barco soviético Pechora. Su objetivo eran los océanos Índico y Antártico. En medio del Atlántico, el Pinguin se camufló como el griego Kassos. Más tarde se camufló como las motonaves noruegas Trafalgar y Tamerlane.
Su primera tarea fue abastecer al submarino U A en su patrulla en el área de Freetown. Fue la primera vez que un buque auxiliar abasteció a un submarino alemán en alta mar. Dado que en el punto de encuentro hacía muy mal tiempo el 17 de julio, solo se transfirieron 70 toneladas de combustible y marcharon en busca de aguas más tranquilas. El día 20, comenzó 700 millas al suroeste de Cabo Verde el abastecimiento del U-Boot, que en los cinco días siguientes recibió un completo inventario, incluyendo 11 torpedos. El Pinguin remolcó luego durante tres días al UA acercándolo al sector en que debía actuar, para que su patrulla pudiera durar más tiempo.
La primera víctima del Pinguin fue el carguero Domingo de Larrinaga, hundido el 31 de julio 300 millas al noroeste de Ascensión con un cargamento de cereales. Después el crucero auxiliar se trasladó a aguas de Madagascar y del Océano Índico. Tras hundir otros cuatro barcos, se envió a Francia la motonave Nordvard, capturada el 16 de septiembre, con una tripulación de presa y el conjunto de prisioneros hasta entonces hechos. El 7 de octubre se localizó el buque cisterna noruego Storstad y tras tres días de trabajo fue reconvertido en el minador auxiliar Passat. Tras varias operaciones de minado frente a la costa australiana, el Passat volvió a llamarse Storstad y tras reorganizar los abastos, se le envió de regreso con los prisioneros del Pinguin, llegando el 4 de febrero de 1941 a la Gironda. Antes de la marcha del buque cisterna, llegó a principios de diciembre el crucero auxiliar Atlantis y se abasteció de combustible del Storstad, traspasando también parte de sus prisioneros al petrolero.
Habiendo hundido otros cuatro barcos, el Pinguin se encontró el 26 de diciembre al Atlántico Sur, en el cuadrante denominado Andalucía (al suroeste de Santa Helena) con el crucero pesado Admiral Scheer y el barco frigorífico que éste había capturado, el Duquesa (8.651 TRB), que transportaba 14,5 millones de huevos y más de 3000 toneladas de carne de vacuno. También acudieron a la cita el crucero auxiliar Thor, el petrolero Eurofeld y el buque de aprovisionamiento logístico Nordmark.

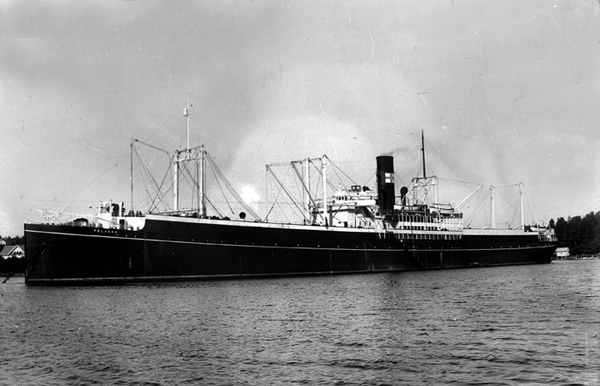
La fábrica ballenera Pelagos en 1931

El Pinguin partió hacia el Océano Antártico, donde a mediados de enero de 1941 capturó a los buques nodriza-factoría de balleneros Ole Wegger y Pelagos, al buque de aprovisionamiento y cisterna Solglimt, y a once balleneros noruegos que operaban con permiso de los británicos al suroeste de la  Isla Bouvet. El Mando de Guerra Naval (Skl) decidió que todos esos buques fueran enviados a Francia. Para ello otros buques alemanes presentes en el Atlántico Sur debían aportar personal, ya que el Pinguin no podía desprenderse de tantos sin comprometer su capacidad operativa. El buque de aprovisionamiento Alstertor, recién llegado, marchó con uno de los balleneros a Kerguelen, donde el Pinguin había concertado un encuentro con el crucero auxiliar Komet. El Pinguin se hizo cargo del buque nodriza Ole Wegger y de 10 barcos balleneros para llevarlos a Francia. Se encontró con el crucero pesado Admiral Scheer y el crucero auxiliar Kormoran (HSK 8)  para planear las futuras acciones en diversas zonas. Luego llegó el Alstertor. Tras el encuentro con el Komet y la transformación del ballenero Pol IX, que se quedaría como buque auxiliar Adjutant, el Pinguin zarpó el 12 de marzo de 1941 para continuar la guerra al tráfico marítimo en aguas de la Somalia Italiana, donde a fines de abril hundió dos cargueros británicos. Antes había tomado combustible del petrolero del Orion, el Ole Jacob, ya que el petrolero previsto, el Ketty Brövig, había sido apresado por cruceros australianos.

## Final
El 7 de mayo de 1941, el petrolero British Emperor logró enviar un aviso por radio antes de ser hundido por el Pinguin. Al día siguiente, este fue localizado frente a las Seychelles (posición ) por el crucero pesado HMS Cornwall. Una salva de 20,3 cm del crucero impactó en las 130 minas que el Pinguin llevaba aún en la bodega bajo la tapa número 5, y el crucero auxiliar saltó por los aires. Solo sobrevivieron 60 hombres de la tripulación y 22 prisioneros; muriendo 203 prisioneros y 342 tripulantes, incluido el comandante.
Ernst-Felix Krüders condujo al Pinguin a lo largo de 59.000 millas náuticas, más del doble que dos vueltas al mundo. Hundió o capturó 28 barcos con un arqueo total de 136.551 TRB, incluidas 52.000 TRB de barcos capturados y enviados a Francia con tripulaciones de presa: todos lograron llegar a excepción de dos balleneros.

## Hundimientos y presas
|    | Nombre               | Tipo                     | País        | TRB    | Fecha      | Notas |
| 1  | Domingo de Larrinaga | Carguero                 | Reino Unido | 5.358  | 31.07.1940 | hundido (posición), 8 muertos, cargado de cereales |
| 2  | Filefjell            | Petrolero                | Noruega     | 7.616  | 27.08.1940 | carga principal de combusble de aviación; hundido tras tomar 500 toneladas de diésel (posición) |
| 3  | British Commander    | Petrolero                | Reino Unido | 6.901  | 27.08.1940 | incendiado y hundido (posición) |
| 4  | Morviken             | Carguero                 | Noruega     | 5.008  | 27.08.1940 | hundido (posición), vacío |
| 5  | Benavon              | Carguero                 | Reino Unido | 5.872  | 12.09.1940 | incendiado y hundido (posición), 23 muertos |
| 6  | Nordvard (P)         | Carguero                 | Noruega     | 4.111  | 16.09.1940 | 7.000 toneladas de trigo; enviado con tripulación de presa y 179 presos (de ellos 85 noruegos) el 19 de septiembre, llegó el 3 de diciembre de 1940 a Burdeos. |
| 7  | Storstad (P)         | Petrolero                | Noruega     | 8.998  | 7.10.1940  | 12.000 toneladas de diésel, usando como minador auxiliar y explorador Passat, enviado el 30 de noviembre de 1940 con tripulación de presa y 405 prisioneros, tras encontrarse en el Atlántico Sur con el Admiral Scheer, el buque de abastecimiento Nordmark y el Atlantis, del que recibió otros 119 prisioneros, transfirió la mayor parte de su combustible almacenado y zarpó hacia Francia, llegando el 4 de febrero de 1941 a Pauillac                                        |
| 8  | Cambridge            | Pasajeros-carguero       | Reino Unido | 10.846 | 7.11.1940  | hundido por una mina del Passat (posición) |
| 9  | City of Rayville     | Carguero                 | USA         | 5.883  | 9.11.1940  | hundido por una mina del Passat (posición), fue el primer barco de Estados Unidos perdido en la Segunda Guerra Mundial |
| 10 | Nowshera             | Carguero                 | Reino Unido | 7.920  | 19.11.1940 | hundido (posición), cargado con zinc, algodón y trigo |
| 11 | Maimoa               | Carguero                 | Reino Unido | 10.123 | 20.11.1940 | hundido (posición), 5.000 t de carne congelada, 1.500 t de mantequilla, huevos y cereales |
| 12 | Port Brisbane        | Carguero                 | Reino Unido | 8.739  | 21.11.1940 | hundido (posición), 1 muerto, 27 tripulantes huyeron en 3 botes salvavidas, llevaba 5.000 t de comestibles y 3.000 t de algodón |
| 13 | Port Wellington      | Carguero                 | Reino Unido | 8.303  | 30.11.1940 | hundido (posición), 2 muertos, 4.000 t de comestibles |
| 14 | Nimbin               | Carguero                 | Reino Unido | 1.052  | 5.12.1940  | hundido por una mina del Pinguin (posición) |
| 15 | Ole Wegger (P)       | Buque nodriza ballenero  | Noruega     | 12.201 | 14.01.1941 | 7.000 toneladas de aceite de ballena, 5.500 toneladas de fueloil, enviado como presa desde el cuadrante Andalusien después del 18 de febrero con 10 barcos balleneros hacia Francia, los barcos de abastecimiento Nordmark y Alstertor proporcionaron parte de las tripulaciones; llegó a Burdeos el 20 de marzo |
| 16 | Solglimt (P)         | Buque de apoyo ballenero | Noruega     | 12.246 | 14.01.1941 | 4.000 t de aceite de ballena, 6.000 t de fueloil, tras tomar 7.000 t de aceite de ballena del Ole Wegger el 25 de enero de 1941 fue enviado con el Pelagos y llegó a Burdeos el 16 de marzo |
| 17 | Torlyn (P)           | Ballenero                | Noruega     | 247    | 14.01.1941 | llegó a Burdeos el 20 de marzo |
| 18 | Pol VIII (P)         | Ballenero                | Noruega     | 298    | 14.01.1941 | llegó a Burdeos el 20 de marzo |
| 19 | Pol IX (P)           | Ballenero                | Noruega     | 354    | 14.01.1941 | mantenido como "segundo ojo" del Pinguin y enviado con el Alstertor al archipiélago de Kerguelen como punto de encuentro y desde el que debía seguir realizando operaciones de minado. El 8 de mayo de 1941, tras haber sido hundido el Pinguin, lo tomó bajo su custodia el Alstertor y lo traspaso al Komet que lo llamó Adjutant y lo destinó a operaciones de minado en Nueva Zelanda, terminada esa tarea el Komet lo hundió el 1 de julio de 1941 frente a las Islas Chatham. |
| 20 | Pol X (P)            | Ballenero                | Noruega     | 354    | 14.01.1941 | llegó a Burdeos el 20 de marzo |
| 21 | Pelagos (P)          | Buque nodriza ballenero  | Noruega     | 12.083 | 14.01.1941 | 9.000 t de aceite de ballena, poco combustible, el 25 de enero de 1941 fue enviado con el Solglimt y llegó a Burdeos el 11 de marzo |
| 22 | Star XIV (P)         | Ballenero                | Noruega     | 247    | 14.01.1941 | enviado con el Ole Wegger, fue descubierto el 13 de marzo por un Convoy de Gibraltar a Inglaterra y avistado por los escoltas, se autohundió (posición), la tripulación fue apresada por el Scarborough |
| 23 | Star XIX (P)         | Ballenero                | Noruega     | 249    | 14.01.1941 | llegó a Burdeos el 20 de marzo |
| 24 | Star XX (P)          | Ballenero                | Noruega     | 249    | 14.01.1941 | llegó a Burdeos el 20 de marzo |
| 25 | Star XXI (P)         | Ballenero                | Noruega     | 298    | 14.01.1941 | llegó a Burdeos el 20 de marzo |
| 26 | Star XXII (P)        | Ballenero                | Noruega     | 303    | 14.01.1941 | llegó a Burdeos el 20 de marzo |
| 27 | Star XXIII (P)       | Ballenero                | Noruega     | 357    | 14.01.1941 | llegó a Burdeos el 20 de marzo |
| 28 | Star XXIV (P)        | Ballenero                | Noruega     | 361    | 14.01.1941 | Localizado con el Star XIV el 13 de marzo y autohundido (posición), aunque previamente había sido detenido y dejado marchar por no resultar sospechoso |
| 29 | Milimumul            | Bou                      | Australia   | 287    | 26.03.1941 | hundido por una mina del Pinguin (posición) |
| 30 | Empire Light         | Carguero                 | Reino Unido | 6.828  | 25.04.1941 | carga de mineral y pieles, hundido |
| 31 | Clan Buchanan        | Carguero                 | Reino Unido | 7.266  | 28.04.1941 | cargamento militar, hundido |
| 32 | British Emperor      | Petrolero                | Reino Unido | 3.663  | 7.05.1941  | incendiado y hundido |